# لانتانا متسلقة
لانتانا متسلقة (الاسم العلمي: Lantana scandens) هي نوع نباتي يتبع جنس اللانتانا من فصيلة اللويزية.